# Barekamoutioun (métro d'Erevan)
Barekamoutioun (en arménien Բարեկամություն) est une station de l'unique ligne du métro d'Erevan ; elle est située dans le district du Kentron à Erevan.

## Situation sur le réseau

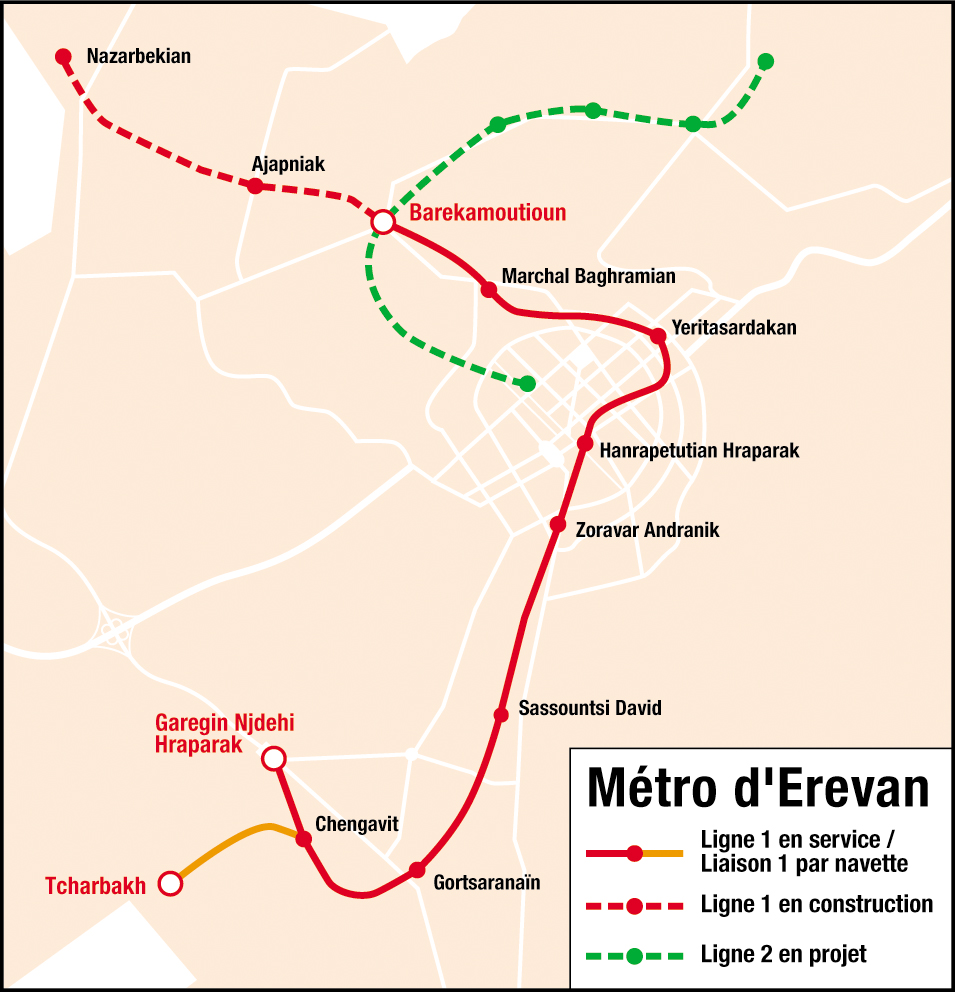
Plan de la ligne.

## Histoire
La station de Barekamoutioun est mise en service le 7 mars 1981. Son nom vient de celui de la place Barekamoutioun. Ce mot signifie amitié ou famille en arménien.

## La station

### Accès et services
Les accès sont de part et d'autre de la place Barekamoutioun, à l'extrémité de l'avenue du Maréchal-Baghramyan.

### Desserte
Barekamoutioun est desservie par les rames qui circulent sur la ligne.

### Intermodalité
À proximité des arrêts de transports en commun sont desservis par des bus des lignes 34 et 45 et  par des Trolley-bus de la ligne 10.
Elle dessert notamment l'Assemblée nationale de la République d'Arménie et le Palais présidentiel.